# Gyrodon
Gyrodon Opat. (lejkoporek) – rodzaj grzybów z rodziny krowiakowatych (Paxillaceae). W Polsce występuje tylko jeden gatunek.

## Systematyka i nazewnictwo
Pozycja w klasyfikacji według Index Fungorum: Paxillaceae, Boletales, Agaricomycetidae, Agaricomycetes, Agaricomycotina, Basidiomycota, Fungi.
Takson utworzył Wilhelm Opatowski w 1836 r. Synonimy naukowe: Anastomaria Raf., Campbellia Cooke & Massee, Gilbertiella R. Heim, Gilbertina R. Heim, Pseudogyrodon Heinem. & Rammeloo, Rodwaya Syd. & P. Syd., Uloporus Quél.
Polską nazwę nadał Władysław Wojewoda w 1999 r., wcześniej Alina Skirgiełło opisywała należące do tego rodzaju gatunki pod nazwą zębiak.
Niektóre gatunki:
- Gyrodon adisianus Singer 1989
- Gyrodon africanus (Cooke & Massee) Singer 1951
- Gyrodon bohemicus (Velen.) Beck 1923
- Gyrodon crassipes Heinem. & Rammeloo 1983
- Gyrodon housei (Murrill) Snell 1941
- Gyrodon intermedius (Pat.) Singer 1938
- Gyrodon lividus (Bull.) Sacc. 1888 – lejkoporek olszowy
- Gyrodon minutus (W.F. Chiu) F.L. Tai 1979
- Gyrodon miretipes Heinem. & Rammeloo 1983
- Gyrodon ripicola (Corner) Pegler & T.W.K. Young 1981
- Gyrodon smotlachae J. Veselský 1955
- Gyrodon tennesseensis (Snell & A.H. Sm.) Snell & Hesler 1941

Nazwy naukowe na podstawie Index Fungorum. Nazwy polskie według W. Wojewody.